# Northern Ireland Act 2006
Il Northern Ireland Act 2006 (c. 17) (in italiano: Legge sull'Irlanda del Nord del 2006) è stato un atto del Parlamento del Regno Unito. Ha preso provvedimenti in relazione all'Assemblea dell'Irlanda del Nord. È stato abrogato dalla sezione 22 del Northern Ireland (St Andrews Agreement) Act 2006.